# Turbulencia en aire claro
En meteorología, la turbulencia en aire claro (CAT, por sus siglas en inglés) es el movimiento turbulento de masas de aire en ausencia de indicios visuales como nubes, y se produce cuando se encuentran masas de aire que se mueven a velocidades muy diferentes.
La región atmosférica más susceptible a la CAT es la troposfera alta, a altitudes de alrededor de 7000-12 000 metros (7655,3-13 123,4 yd), ya que se encuentra con la tropopausa. Aquí es donde se encuentra con mayor frecuencia la CAT, en las regiones de las corrientes en chorro. A altitudes más bajas, también puede producirse cerca de cadenas montañosas. Las nubes cirros finas también pueden indicar una alta probabilidad de CAT.
La CAT puede ser peligrosa para la comodidad y, en ocasiones, para la seguridad de los viajeros aéreos, ya que los pilotos de aviones a menudo no pueden ver ni anticipar tales turbulencias, y un encuentro repentino puede transmitir una tensión mecánica significativa al fuselaje.
Se prevé que las CAT en la corriente en chorro se intensifiquen y se vuelvan más frecuentes debido al cambio climático, con un aumento de la CAT transatlántica en invierno del 60 % (ligera), 95 % (moderada) y 150 % (grave) para cuando se duplique el CO2.

## Definición
En meteorología, la turbulencia en aire claro (CAT) es el movimiento turbulento de masas de aire en ausencia de cualquier indicio visual, como nubes, y se produce cuando se encuentran masas de aire que se mueven a velocidades muy diferentes.
En aviación, la CAT se define como «la detección por parte de una aeronave de turbulencias a gran altitud en regiones irregulares sin nubosidad significativa ni actividad tormentosa cercana». Se observó por primera vez en la década de 1940.

## Detección
La turbulencia en aire claro no se puede detectar a simple vista y muy difíciles de detectar con un radar convencional, con el resultado de que es difícil para los pilotos de aviones detectarla y evitarla. Sin embargo, puede detectarse a distancia con instrumentos que miden la turbulencia con técnicas ópticas, como escintilómetros, Doppler LIDAR o interferómetros de hendidura en N.

## Factores
A las alturas típicas en las que se produce, no es posible determinar con precisión la intensidad y la ubicación. Sin embargo, dado que esta turbulencia afecta a las aeronaves de largo alcance que vuelan cerca de la tropopausa, la CAT ha sido objeto de intensos estudios. Hay varios factores que influyen en la probabilidad de que se produzca la CAT. A menudo, se da más de un factor. 
En 1965 se observó que el 64 % de las turbulencias no ligeras (no solo CAT) se producían a menos de 150 millas náuticas (277,8 km) del núcleo de una corriente en chorro. La corriente en chorro produce wind shear horizontal en sus bordes, causada por las diferentes velocidades relativas del aire de la corriente y del aire circundante. El wind shear, una diferencia en la velocidad relativa entre dos masas de aire adyacentes, puede producir vórtices y, cuando es suficiente, el aire tenderá a moverse de forma caótica.
Un fuerte vórtice anticiclónico también puede provocar CAT.
Las ondas de Rossby causadas por esta cizalladura de la corriente en chorro y la fuerza de Coriolis hacen que se desvíe.
Aunque las altitudes cercanas a la tropopausa suelen estar despejadas, pueden formarse finas nubes cirros donde hay cambios bruscos en la velocidad del aire, por ejemplo, asociados a las corrientes en chorro. Las líneas de cirros perpendiculares a la corriente en chorro indican la posible presencia de CAT, especialmente si los extremos de los cirros están dispersos, en cuyo caso la dirección de la dispersión puede indicar si la CAT es más fuerte a la izquierda o a la derecha de la corriente en chorro.
Un gradiente de temperatura es el cambio de temperatura a lo largo de una distancia en una dirección determinada. Cuando cambia la temperatura de un gas, también cambia su densidad, y cuando cambia la densidad, puede aparecer CAT.
Desde el suelo hacia arriba, a través de la troposfera, la temperatura disminuye con la altura; desde la tropopausa hacia arriba, a través de la estratosfera, la temperatura aumenta con la altura. Estas variaciones son ejemplos de gradientes de temperatura.
Puede producirse un gradiente de temperatura horizontal y, por lo tanto, variaciones en la densidad del aire, donde cambia la velocidad del aire. Un ejemplo: la velocidad de la corriente en chorro no es constante a lo largo de su longitud; además, la temperatura del aire y, por lo tanto, la densidad variarán entre el aire dentro de la corriente en chorro y el aire exterior.

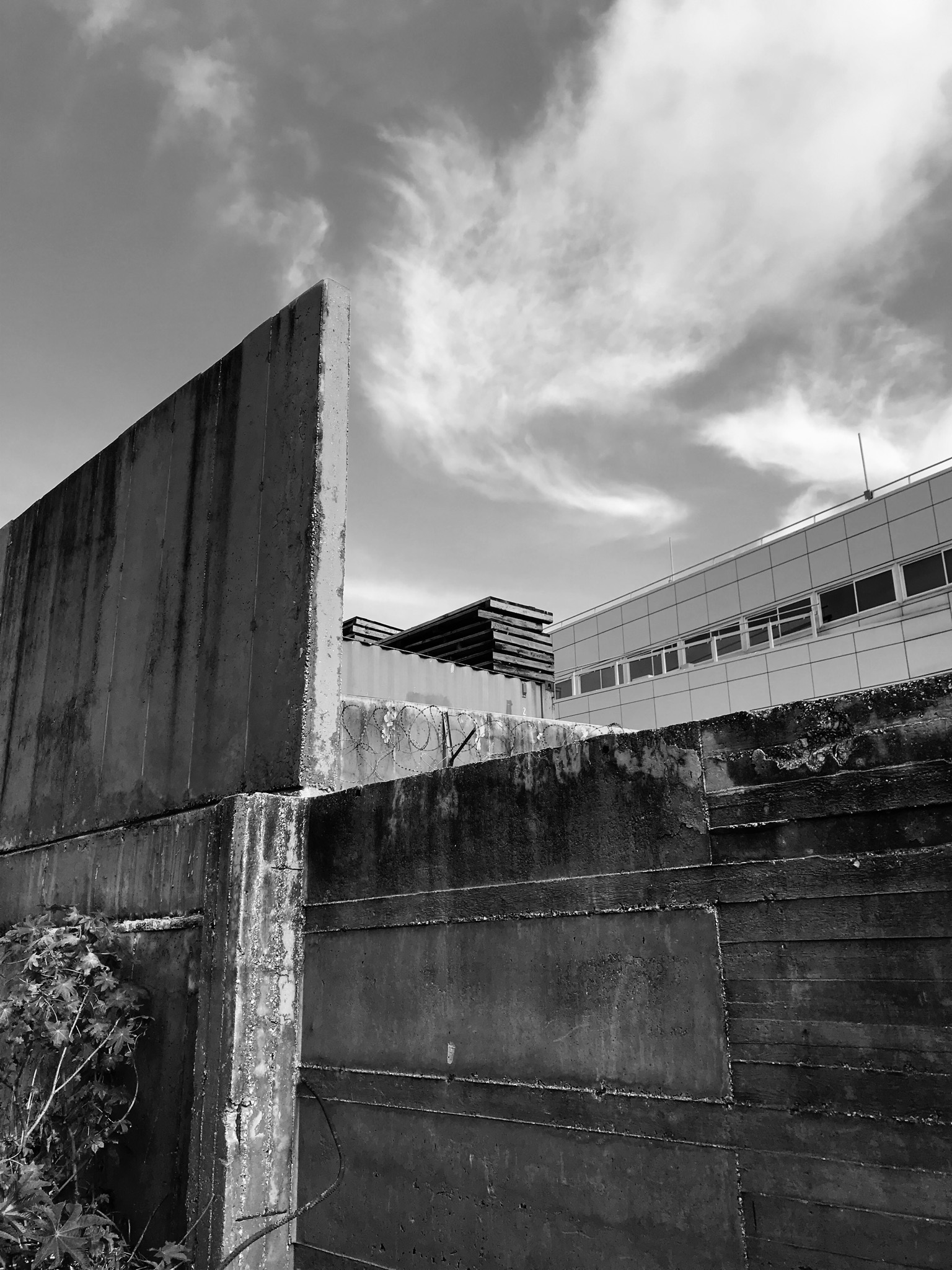
Nubes cirros a menudo asociadas con turbulencias en aire claro

Como se explica en otra parte de este artículo, la temperatura disminuye y la velocidad del viento aumenta con la altura en la troposfera, y lo contrario ocurre en la estratosfera. Estas diferencias provocan cambios en la densidad del aire y, por lo tanto, en la viscosidad. La viscosidad del aire presenta así inercias y aceleraciones que no pueden determinarse de antemano.
La cizalladura vertical del viento por encima de la corriente en chorro (es decir, en la estratosfera) es más pronunciada cuando se mueve hacia arriba, porque la velocidad del viento disminuye con la altura en la estratosfera. Esta es la razón por la que se pueden generar CAT por encima de la tropopausa, a pesar de que la estratosfera es una región verticalmente estable. Por otro lado, la cizalladura vertical del viento que se mueve hacia abajo dentro de la estratosfera es más moderada (es decir, porque la cizalladura del viento hacia abajo dentro de la estratosfera se mueve efectivamente en contra de la forma en que cambia la velocidad del viento dentro de la estratosfera) y nunca se produce CAT en la estratosfera. Consideraciones similares se aplican a la troposfera, pero a la inversa.
Cuando un viento fuerte se desvía, el cambio de dirección del viento implica un cambio en la velocidad del viento. Una corriente de viento puede cambiar de dirección por diferencias de presión. El CAT aparece con mayor frecuencia cuando el viento rodea una región de baja presión, especialmente con vaguadas pronunciadas que cambian la dirección del viento más de 100°. Se han registrado casos de CAT extremo sin ningún otro factor que este.

El flujo del viento sobre una montaña produce oscilaciones (A), (B), etc.

Las ondas de montaña se forman cuando se cumplen cuatro requisitos. Cuando estos factores coinciden con las corrientes en chorro, puede producirse CAT:
- Una cadena montañosa, no una montaña aislada
- Viento fuerte perpendicular
- Dirección del viento mantenida con la altitud
- Inversión térmica en la cima de la cordillera

La tropopausa es una capa que separa dos tipos de aire muy diferentes. Por debajo de ella, el aire se enfría y el viento se hace más rápido con la altura. Por encima de ella, el aire se calienta y la velocidad del viento disminuye con la altura. Estos cambios de temperatura y velocidad pueden producir fluctuaciones en la altitud de la tropopausa, llamadas ondas de gravedad.

## Efectos en las aeronaves

### Normas para pilotos
Cuando un piloto se encuentra en una CAT, debe aplicar una serie de normas:
- La aeronave debe mantener la velocidad recomendada para turbulencias.
- Cuando se sigue la corriente en chorro para escapar de la CAT, la aeronave debe cambiar de altitud y/o rumbo.
- Cuando la CAT llega por un lado del avión, el piloto debe observar el termómetro para determinar si la aeronave se encuentra por encima o por debajo de la corriente en chorro y, a continuación, alejarse de la tropopausa.
- Cuando la CAT está asociada a una depresión pronunciada, el avión debe atravesar la zona de baja presión en lugar de rodearla.
- El piloto puede emitir un Informe del piloto (PIREP), comunicando la posición, la altitud y la gravedad de la turbulencia para advertir a otras aeronaves que entren en la zona.

### Casos
Debido a que los aviones se mueven tan rápido, pueden experimentar aceleraciones repentinas e inesperadas o «golpes» causados por turbulencias, incluyendo CAT, cuando el avión atraviesa rápidamente masas de aire invisibles que se mueven verticalmente a muchas velocidades diferentes. Aunque la gran mayoría de los casos de turbulencias son inofensivos, en raras ocasiones la tripulación y los pasajeros de los aviones han resultado heridos al ser lanzados dentro de la cabina del avión durante turbulencias extremas. En un pequeño número de casos, han fallecido personas y al menos dos aviones se han desintegrado en pleno vuelo.
- El 19 de julio de 1961, el vuelo 644 de Aerolíneas Argentinas, que cubría la ruta entre Buenos Aires y Comodoro Rivadavia, un Douglas DC-6, se desintegró en pleno vuelo tras entrar en una zona de CAT severa que provocó una tensión que superó los límites estructurales de la aeronave. La avería comenzó en el ala del avión.
- El 5 de marzo de 1966, el vuelo 911 de BOAC, que cubría la ruta entre Tokio y Hong Kong, un Boeing 707, se desintegró en CAT, con la pérdida de todas las personas (124) a bordo tras sufrir una fuerte turbulencia de onda de sotavento justo a sotavento del monte Fuji, Japón. La secuencia de fallos comenzó con el desprendimiento del estabilizador vertical.[cita requerida]
- El 28 de diciembre de 1997, en el Vuelo 826 de United Airlines, una persona murió y otras 17 resultaron gravemente heridas en un incidente de CAT.[13]
- El 21 de mayo de 2024, un pasajero murió y decenas resultaron heridos en el Vuelo 321 de Singapore Airlines de Londres a Singapur, lo que provocó que el avión se desviara a Bangkok.[14]